# Massenya
Massenya (auch Massénya) ist eine Ortschaft im Tschad mit etwa 3680 Einwohnern. Sie ist die Hauptstadt der Provinz Chari-Baguirmi und befindet sich etwa 120 Kilometer östlich der Grenze zu Kamerun. Die Hauptstadt des Tschad, N’Djamena, liegt etwa 160 Kilometer nordwestlich. Die Stadt liegt im Nordwesten der Plaine de Massenya, einem bedeutenden Feuchtgebiet in der Region der Sahelzone, das seit 2008 unter dem Schutz der Ramsar-Konvention steht.

## Geschichte
Massenya war Hauptstadt des islamischen Sultanats Baguirmi, das 1480 bis 1897 in Zentralafrika existierte, und wurde im Jahre 1512 gegründet. In den 1850er Jahren hatte sie etwa 25.000 Einwohner. Bereits im 17. Jahrhundert florierte die Wirtschaft in der Stadt, vor allem wegen des aufkommenden Sklavenhandels. Früher befand sich in der Stadt der Sultanspalast und ein Gerichtshof; sie war durch eine Ringmauer mit einem Umfang von sieben Meilen gut geschützt. Mit Ausnahme der Regierungsgebäude und einer Moschee aus Stein bestand die Stadt ausschließlich aus einfachen Lehmhütten. Nachdem 1870 die Stadt nach einer Belagerung bereits teilweise durch die Wadai zerstört worden war, wurde sie, als Rabih az-Zubayr 1893 das Reich eroberte, niedergebrannt.

## Infrastruktur
Der Flughafen Massenya bedient die Region um Chari-Baguirmi. 70 Kilometer südlich der Stadt befindet sich der Fluss Schari, der über eine (nicht befestigte) Straße erreichbar ist. Daneben führen weitere Fernstraßen in die Hauptstadt N’Djamena und in den Südosten des Landes.